# Временное правительство Французской республики
Вторая мировая война глубоко потрясла всю политическую и экономическую систему Франции. Третья республика, существовавшая с 1870 г., была ликвидирована; 10 % производительных сил Франции было разрушено, уровень производства снизился. В ходе войны начался распад её колониальной империи.
К концу войны сложилась новая политическая расстановка сил. С 3 июня 1944 г. во Франции действовало Временное правительство во главе с генералом Шарлем де Голлем, руководителем движения «Свободная Франция». Оно было признано странами антигитлеровской коалиции (в частности, Советский Союз установил с ним дипотношения 23 октября 1944 года через посольство СССР при Союзных правительствах в Лондоне).
Движение Сопротивления оказало большое влияние на формирование партийно-политической системы и на характер новой конституции. Политические партии, скомпрометировавшие себя соглашательской политикой и сотрудничеством с немецкими оккупантами, были распущены. В правительство вошли представители политических партий, принимавших участие в Сопротивлении: коммунисты, социалисты, христианские демократы и др.
Временное правительство провело ряд социально-экономических реформ. Оно повысило заработную плату, пенсии, пособия многодетным семьям. Руководители вишистского правительства Лаваль и Петен были приговорены к смертной казни (для Петена она была заменена пожизненным заключением). Национализация угольных шахт, автомобильных заводов «Рено» и других предприятий была одним из первых крупных мероприятий в сфере промышленности.
Во внутриполитической жизни Франции остро стоял вопрос о государственном устройстве. В результате противоречий с большинством Учредительного собрания де Голль 20 января 1946 г. ушёл в отставку. Главой правительства был назначен социалист Ф. Гуэн, а с июня 1946 г. — лидер Народно-республиканского движения (MRP) Ж. Бидо. В сентябре Учредительное собрание приняло проект новой конституции, который был одобрен в результате референдума.